# Cleistocactus ritteri
Cleistocactus ritteri es una especie de planta suculenta perteneciente al género Cleistocactus, dentro de la familia Cactaceae. Es endémica de Bolivia.

## Descripción
Cleistocactus ritteri es una especie de cactus que crece de forma arbustiva, con tallos más o menos erectos de color verde brillante que se ramifican en la base. Alcanzan alturas de hasta 1 m y diámetros de 2 a 3 cm.       
Presenta de 12 a 16 costillas, sobre las que se asientan areolas marrones que con el tiempo se vuelven de color blanco. En ellas encontramos 5 espinas centrales amarillentas que miden hasta 1 cm de largo y hasta 30 espinas radiales finas de color blanco.

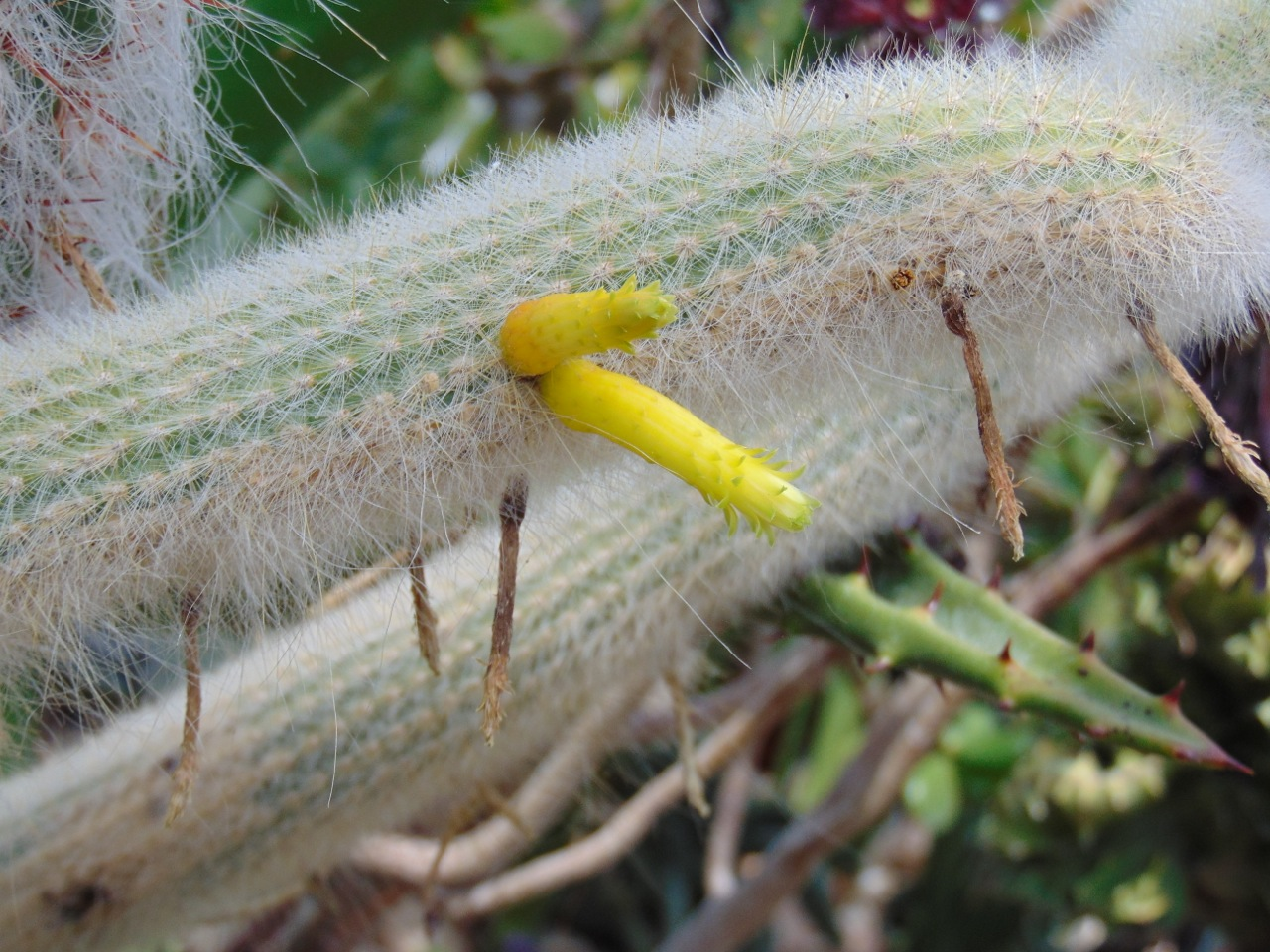
Tallo y flor

Las flores son de color amarillo verdoso a amarillo limón. Tienen forma tubular, están ligeramente orientadas hacia abajo y apenas curvadas. Miden hasta 4 cm de largo y al igual que la mayoría de las especies del género, las flores apenas se abren. Los frutos son esféricos, de color amarillo y alcanzan un diámetro de hasta 1,5 cm.

## Distribución y hábitat
El área de distribución nativa de esta especie es Bolivia (concretamente en el departamento de La Paz en los Yungas) y crece principalmente en biomas desérticos o de matorrales secos, a altitudes de 1000 a 1100 metros.

## Taxonomía
Cleistocactus ritteri fue descrita el botánico alemán Curt Backeberg y el botánico italiano Alessandro Guiggi y publicada por primera vez en la revista científica Cactology 5 (Supl. 7): 1 en el año 2020.
Etimología
- Cleistocactus: nombre genérico que deriva de la combinación de la palabra griega kleistos (que significa cerrado), y cactus (término latino que alude a las plantas del género Cactaceae), haciendo referencias a que son "cactus con flores cerradas", ya que en algunas especies apenas se abren y parecen estar cerradas.
- ritteri: epíteto específico otorgado en honor al especialista en cactus alemán Friedrich Ritter. [4]

## Estado de conservación
En la Lista Roja de Especies Amenazadas de la UICN, la especie está clasificada como de “Preocupación Menor (LC)”.

## Usos
Se cultiva principalmente como planta ornamental y su propagación se realiza a través de esquejes o semillas.